# IC 1077
IC 1077 ist eine Spiralgalaxie vom Hubble-Typ Sbc im Sternbild Waage am Südsternhimmel. Sie ist rund 151 Millionen Lichtjahre von der Milchstraße entfernt.
Das Objekt wurde am 18. März 1887 von Frank Muller entdeckt.